# Micaela Cajahuaringa
Micaela Cajahuaringa (Lima, 1964) es una directora de fotografía peruana con experiencia en largometrajes, documentales, publicidad, videoclip, teatro y docencia. Desde 2019 es presidenta de la Asociación de Autores de Fotografía Cinematográfica Peruanos (DFP).

## Formación
Estudió Ciencias de la Comunicación en la Universidad de Lima y en 1986 ganó una beca para estudiar en la Escuela Internacional de Cine y TV en Cuba especializándose en dirección de fotografía, cursando con cineastas como Francis Ford Coppola, George Lucas, Ricardo Aronovich y César Charlone. Además, estudió en la Escuela de Arte y Diseño Corriente Alternativa durante tres años. En 2003 estuvo en la Corcoran School of Arts & Design en Washindton DC.

## Trayectoria
En 1995 dictó clases de iluminación y fotografía en dos institutos y hasta mediados del 2006 estuvo a cargo de la cátedra de Fotografía en la Escuela Internacional de Cine y TV. Dictó cursos de cámara y dirección de fotografía en Escola Porto Iracema das Artes y la UNIFOR. 
En 1993 trabajó en el corto de Mariana Rondón Calle 22. Estuvo trabajando con el director de cine Francisco Lombardi en diversas producciones, en 1994 es camarógrafa de Sin compasión y en 1996 se desempeñó como primer asistente de cámara y foquista de Bajo la piel. Posteriormente tuvo a cargo la dirección de fotografía de A la media noche y media de Marité Ugás y Mariana Rondón. 
También trabajó en la fotografía de documentales en Brasil. En 2016 fue invitada a participar en una película dirigida por Frieder Schlaich en Berlín. Desde el año 2019 es presidenta de la Asociación de Autores de Fotografía Cinematográfica Peruanos (DFP).
Otras producciones importantes en las que participó Mijaela Cajahuaringa fueron:
- Boca chica de Gabriella A. Moses. 2023
- Autoerótica de Andrea Hoyos. 2021
- El corazón de la luna de Aldo Salvini. 2021
- 15 horas de Judith Colell. 2021
- Contactado de Marité Ugás. 2020.
- Pelo malo de Mariana Rondon. 2013
- El chico que miente de Marité Ugás. 2010
- Postales de Leningrado de Mariana Rondon. 2007

## Premios
- 2012. Mejor Imagen por la cinta El chico que miente (XVII Festival de Cine Madrid)[5]